# ستيوارت هولاند
ستيوارت هولاند (بالإنجليزية: Stuart Holland)‏ هو سياسي بريطاني، ولد في 25 مارس 1940. حزبياً، نشط في حزب العمال.

## مناصب
- في الانتخابات العامة للمملكة المتحدة 1979 [الإنجليزية]‏، انتخب عضو البرلمان الثامن والأربعون للمملكة المتحدة عن دائرة فوكسهول خلال فترته النيابية ‏ (3 مايو 1979 – 13 مايو 1983).
- في الانتخابات العمومية للمملكة المتحدة 1983 [الإنجليزية]‏، انتخب عضو البرلمان التاسع والأربعون للمملكة المتحدة عن دائرة فوكسهول خلال فترته النيابية ‏ (9 يونيو 1983 – 18 مايو 1987).
- في الانتخابات العمومية للمملكة المتحدة 1987 [الإنجليزية]‏، انتخب عضو البرلمان الخمسون للمملكة المتحدة عن دائرة فوكسهول خلال فترته النيابية ‏ (11 يونيو 1987 – 18 مايو 1989).
- انتخب وزير ظل الدولة للتنمية الدولية [الإنجليزية]‏ (31 أكتوبر 1983 – 13 يوليو 1987).